# مسجد أبو علي منصور الجوذري
مسجد أبو على منصور الجوذرى، هو أحد المساجد التي أنشئت في عصر الدولة الأيوبية في مصر، يقع بشارع الجوذرى بقسم الدرب الأحمر بالقاهرة.

## وصفه
يقع المسجد بحى الجوذرية، داخل أسوار القاهرة القديمة بالقرب من باب زويلة من جهة الغرب.

## وصلات خارجية
- آثار القاهرة الإسلامية نسخة محفوظة 31 مايو 2014 على موقع واي باك مشين.